# Heinrich Noa
Karl Heinrich Noa (* 23. August 1910 in Erfurt; † 24. September 1972 in Kassel) war ein deutscher SS-Hauptsturmführer, Teilkommandoführer des Sonderkommando 11b der Einsatzgruppe D und verurteilter Kriegsverbrecher.

## Leben
Heinrich Noa war Sohn des Möbelfabrikanten August Noa. Er besuchte die Volksschule und danach das Realgymnasium. Auf dem Reformrealgymnasium in Langensalza bestand er 1931 die Reifeprüfung. Danach studierte er von 1933 bis 1934 vier Semester im Fach Medizin an den Universitäten von Marburg und Jena. Wegen finanzieller Probleme brach er sein Studium ab.
Zum 1. Juni 1931 trat er der NSDAP bei (Mitgliedsnummer 581.257). Im Juli 1932 wurde er Mitglied der SS (SS-Nummer 45.399). Ab dem 24. Oktober 1934 diente er beim Infanterie-Regiment 17 in Löbau. Als Gefreiter der Reserve beendete er den Militärdienst am 12. Oktober 1935. Seit dem 1. Dezember 1935 war er bei der Staatspolizeistelle Münster als Kriminalassistenten-Anwärter tätig. Im November 1937 bestand er die Prüfung im Lehrgang für Kommissare an der Schule der Sicherheitspolizei in Berlin-Charlottenburg. Danach wurde er von der Zentrale der Sicherheitspolizei Berlin zur Staatspolizeileitstelle Karlsruhe versetzt, wo er bei der Abwehr in der Abteilung III tätig war. Im Juli 1938 wurde er zum Leiter beim Grenzpolizei-Kommissariat Breisach ernannt. Nach dem Anschluss Österreichs wurde er im August 1939 nach Wien kommandiert, wo er einem Einsatzkommando für den Überfall auf Polen zugeteilt wurde, mit dem er im Raum Lublin tätig war.
Im Oktober 1939 wurde er zum Kommandeur der Sicherheitspolizei und SD Lublin (KdS) versetzt, wo er in der Abteilung III mit Abwehraufgaben beschäftigt war. Von Januar 1940 bis Mai 1940 besuchte er dort einen Lehrgang, der ihn auf den „Leitenden Dienst“ vorbereiten sollte. Im Mai 1941 wurde er nach Düben kommandiert, wo er zum Einsatzkommando 11b der Einsatzgruppe D eingeteilt wurde. Im Herbst 1941 leitete er auf Befehl von Paul Zapp in Nikolajew eine Erschießung von 227 jüdischen Männern, Frauen und Kindern und befahl bei einer weiteren Erschießung von mindestens 3 500 Juden am gleichen Ort das Exekutionskommando. Zeitweise agierte er als Stellvertreter Zapps. Nach seiner Rückkehr im Oktober 1941 setzte er sein Studium in Berlin noch ein halbes Jahr fort. Im Mai 1942 beendete er den Lehrgang wegen Krankheit und wurde im Reichssicherheitshauptamt (RSHA) in der Abteilung VI für die Tschechischen Angelegenheiten (CZ) eingesetzt. Danach wurde er zum Unternehmen Zeppelin abkommandiert.
Im 1943 wurde er zum KdS Reval in die Abteilung IV zum Referat Abwehr. Im Oktober 1944 wurde er zum KdS Breslau abkommandiert, wo er der Leiter II F (später IV 3a3) wurde, auch als Leiter des Dezernats „Betriebsspionage“. Im Januar 1945 war er noch im Festungsregiment D bei den Abwehrkämpfen eingesetzt.
Bei Kriegsende wurde Noa von amerikanischen Truppen verhaftet und den Briten übergeben. Die Spruchkammer des Internierungslagers Ludwigsburg stufte ihn am 29. Juli 1948 in die Gruppe I der Hauptschuldigen ein. Am 31. Juli 1948 wurde er entlassen, weil die bisherige Haft auf die Strafe von drei Jahren Arbeitslager angerechnet wurde. Anschließend arbeitete Noa in der Landwirtschaft und als Hilfsarbeiter, bevor er Mitte 1953 als freier Mitarbeiter zum Gießener Anzeiger kam und dort 1959 als Redakteur angestellt wurde. Die Staatsanwaltschaft München ließ Noa im Februar 1962 zunächst als Zeugen vernehmen. Am 24. Mai 1962 wurde er festgenommen, aber bereits nach zwei Monaten Untersuchungshaft wieder vorläufig freigelassen. Bis Ende 1969 arbeitete Noa als Redakteur für den Gießener Anzeiger, bevor er mit Beginn der Hauptverhandlung im Januar 1970 in das Verlagsarchiv versetzt wurde. Das Landgericht München verurteilte ihn am 26. Februar 1970 wegen Beihilfe zum Mord in mindestens 897 Fällen zu sieben Jahren Zuchthaus. Am 15. September 1972 wurde er von der Justizvollzugsanstalt Kassel an das Stadtkrankenhaus Kassel überstellt, wo er am 24. September verstarb.